# John Welsh
John Joseph Welsh est un footballeur anglais, né le 10 janvier 1984 à Wavertree. Il évolue actuellement au Stafford Rangers comme milieu de terrain.

## Biographie
John Welsh participe avec la sélection anglaise à la Coupe du monde des moins de 20 ans 2003 organisée aux Émirats arabes unis. Il joue trois matchs lors du mondial.
Avec le club de Liverpool, il joue 4 matchs en Premier League, un match en Ligue des champions et un match en Coupe de l'UEFA.
Le 25 juin 2018, il rejoint Grimsby Town.

## Palmarès
Preston
- League One (D3)
  - Vainqueur des play-off : 2015